# Solomonica de Winter
Solomonica de Winter (Bloemendaal, 3 de junio de 1997) es una escritora y artista holandesa.
De Winter escribe en inglés. Comenzó a escribir Over the Rainbow cuando tenía catorce años; después de vivir en Los Ángeles durante tres años. Este libro fue publicado en alemán como Die Geschichte von Blue y en francés bajo el nombre de Je m'appelle Blue. El libro fue traducido al holandés en 2014 bajo el título Behind the rainbow. De Winter aparece en el documental de quince minutos Moon and the Wolfgirl de 2007, basada en una idea de De Winter, dirigida por Sarah Domogala y estrenada por 100% Halal en colaboración con la Jewish Broadcasting Company.
De Winter es hija de la pareja de escritores Leon de Winter y Jessica Durlacher.
Desde octubre de 2015, De Winter vive en Israel, donde estudia en la Academia de Arte Minshar.

## Publicaciones
- Over the Rainbow (2014)
- Natural Law (2022)